# (7799) Martinšolc
(7799) Martinšolc, désignation internationale (7799) Martinsolc, est un astéroïde de la ceinture principale.

## Description
(7799) Martinsolc est un astéroïde de la ceinture principale. Il fut découvert le 24 février 1996 à l'Observatoire Kleť par l'Observatoire Kleť. Il présente une orbite caractérisée par un demi-grand axe de 2,26 UA, une excentricité de 0,04 et une inclinaison de 3,7° par rapport à l'écliptique.

## Compléments